# جف استیونز (بازیکن بیسبال)
جف استیونز (انگلیسی: Jeff Stevens؛ زادهٔ ۵ سپتامبر ۱۹۸۳) بازیکن بیس‌بال اهل ایالات متحده آمریکا است.